# Jacobaea leucophylla
Séneçon à feuilles blanchâtres, Séneçon argenté
Espèce
Le Séneçon à feuilles blanchâtres ou Séneçon argenté (Jacobaea leucophylla) est une espèce de plante à fleurs de la famille des Asteracées.

## Synonymes
- Senecio canus Pourr. ex Willk. & Lange
- Senecio incanus Lapeyr.
- Senecio leucophyllus DC.
- Senecio tomentosus Rohde ex DC.

## Description
C'est une plante vivace de 10 à 20 cm de hauteur, avec une inflorescence jaune et des feuilles tomenteuses blanchâtres.

## Habitats
Éboulis siliceux.

## Répartition
Massif central au mont Mézenc à 1 700 m d'altitude. Pyrénées orientales (de 2 000 à 2 700 m d'altitude).

## Statut de protection
Jacobaea leucophylla figure sur les listes des espèces végétales protégées en régions Midi-Pyrénées, Rhône-Alpes et Auvergne.